# Hjortsberga gravfält
Hjortsberga gravfält ligger strax intill Hjortsberga kyrka i Ronneby kommun, Blekinge. 
Gravfältet är det bäst bevarade av landskapets gravfält från den yngre järnåldern, det vill säga ca 400 e.Kr till vikingatid. Omkring 110 fornlämningar ligger i en öppen terräng på toppen av en rullstensås. Här finns 55 gravhögar, elva treuddar, 13 fyrsidiga stensättningar, fem runda stensättningar och 19 skeppssättningar, samtliga typiska gravformer från perioden. 
Den gamla landsvägen från kusten upp mot Småland löper fram utmed hela gravfältet och passerar också direkt intill kyrkan. Området har således en mycket gammal tradition som ett bygdecentrum. Något som ytterligare styrker detta är att endast någon kilometer söderut direkt invid landsvägen finns det forntida gravområdet Björketorp med det märkliga runstensmonumentet från ca 500-talet e.Kr.
Ett flertal av gravarna vid Hjortsberga har undersökts, däribland en skeppssättning och en kvinnograv från 800-talet. 

## Galleri

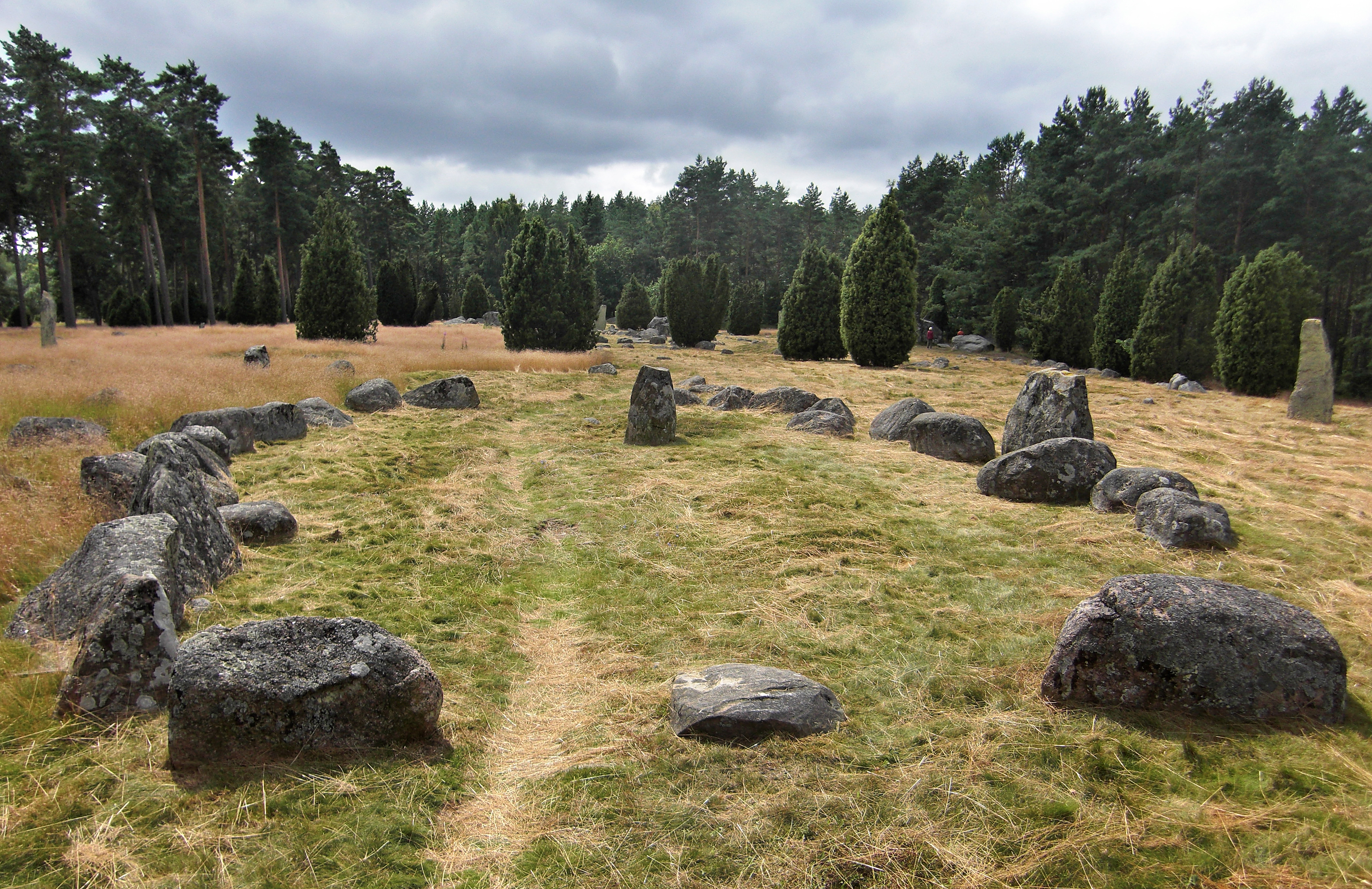
Hjortsberga gravfält
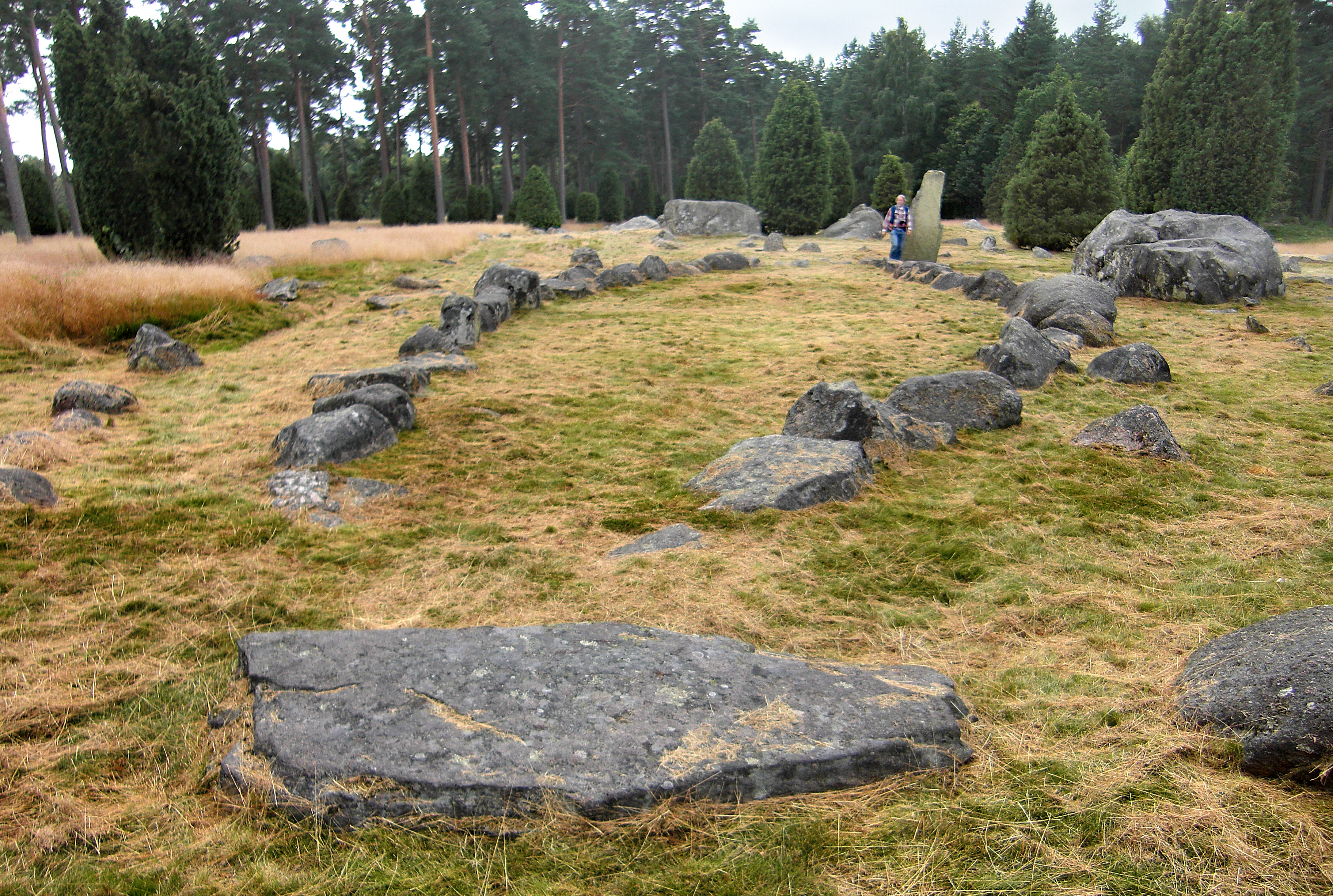
Hjortsberga gravfält
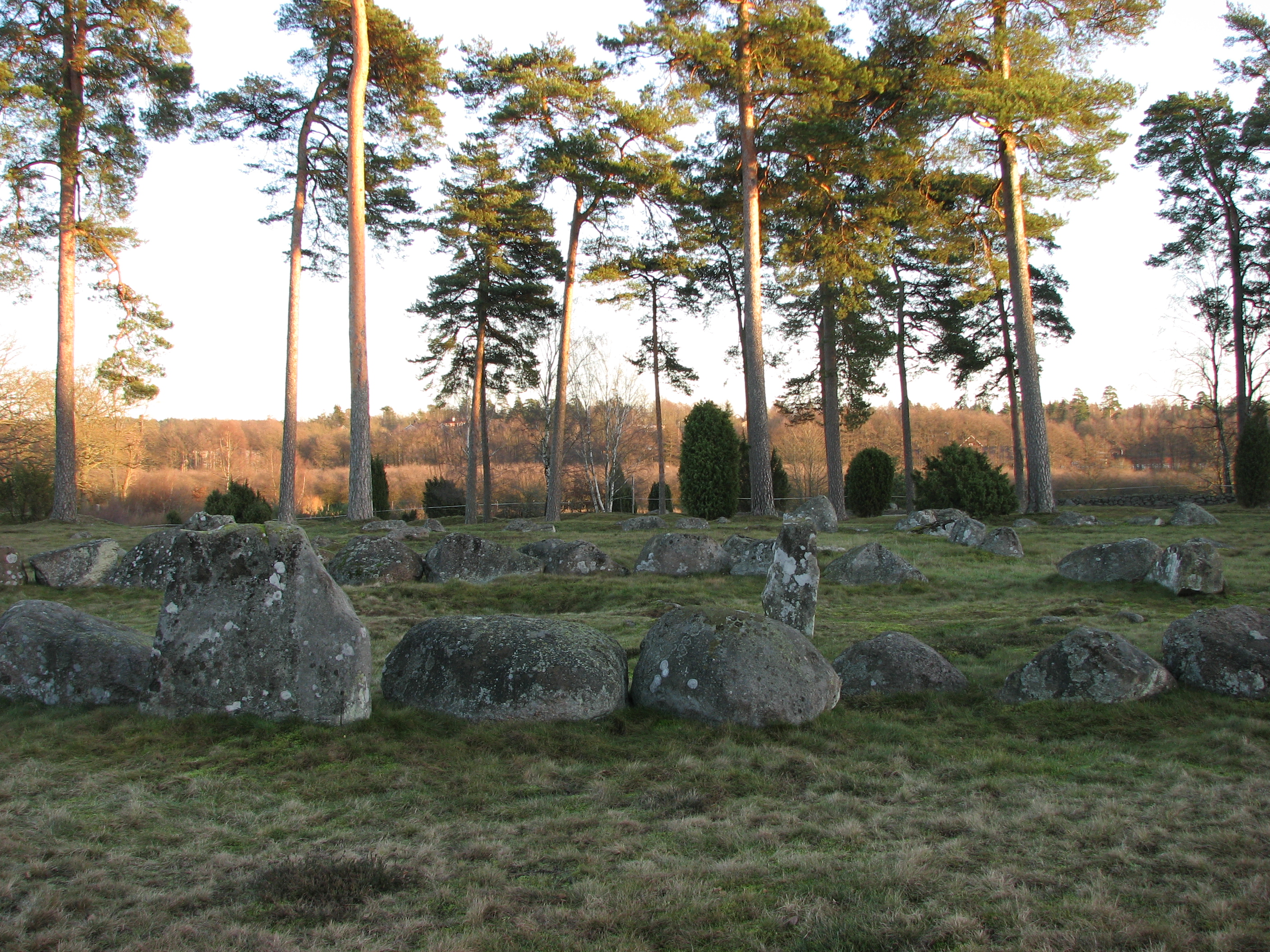
Hjortsberga gravfält
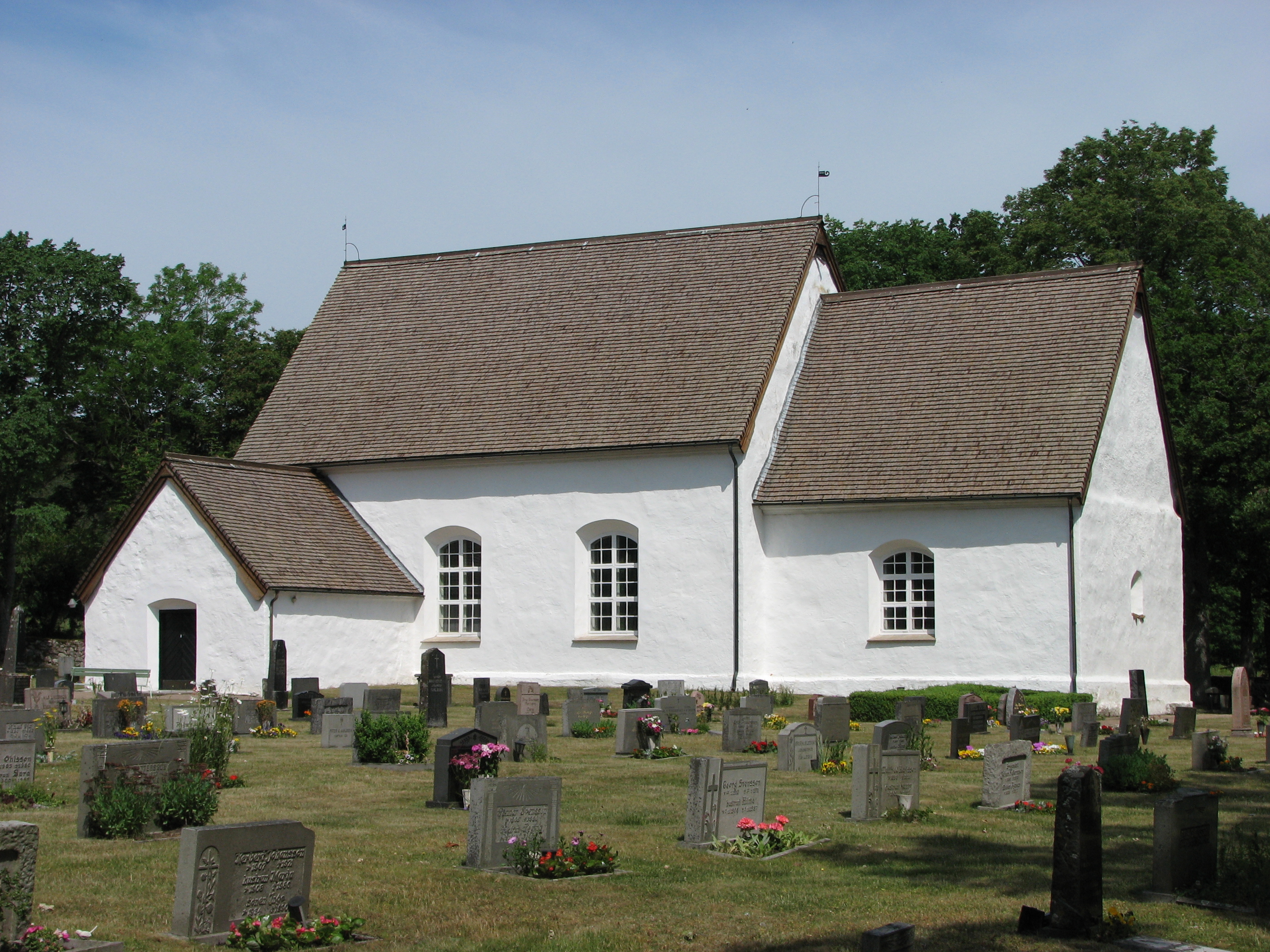
Hjortsberga kyrka